# Makora
Makora es un género de arañas araneomorfas pertenecientes a la familia Amphinectidae. Se encuentra en Nueva Zelanda.

## Especies
Según The World Spider Catalog 12.0:
- Makora calypso (Marples, 1959)
- Makora detrita Forster & Wilton, 1973
- Makora diversa Forster & Wilton, 1973
- Makora figurata Forster & Wilton, 1973
- Makora mimica Forster & Wilton, 1973